# Cristales de hielo

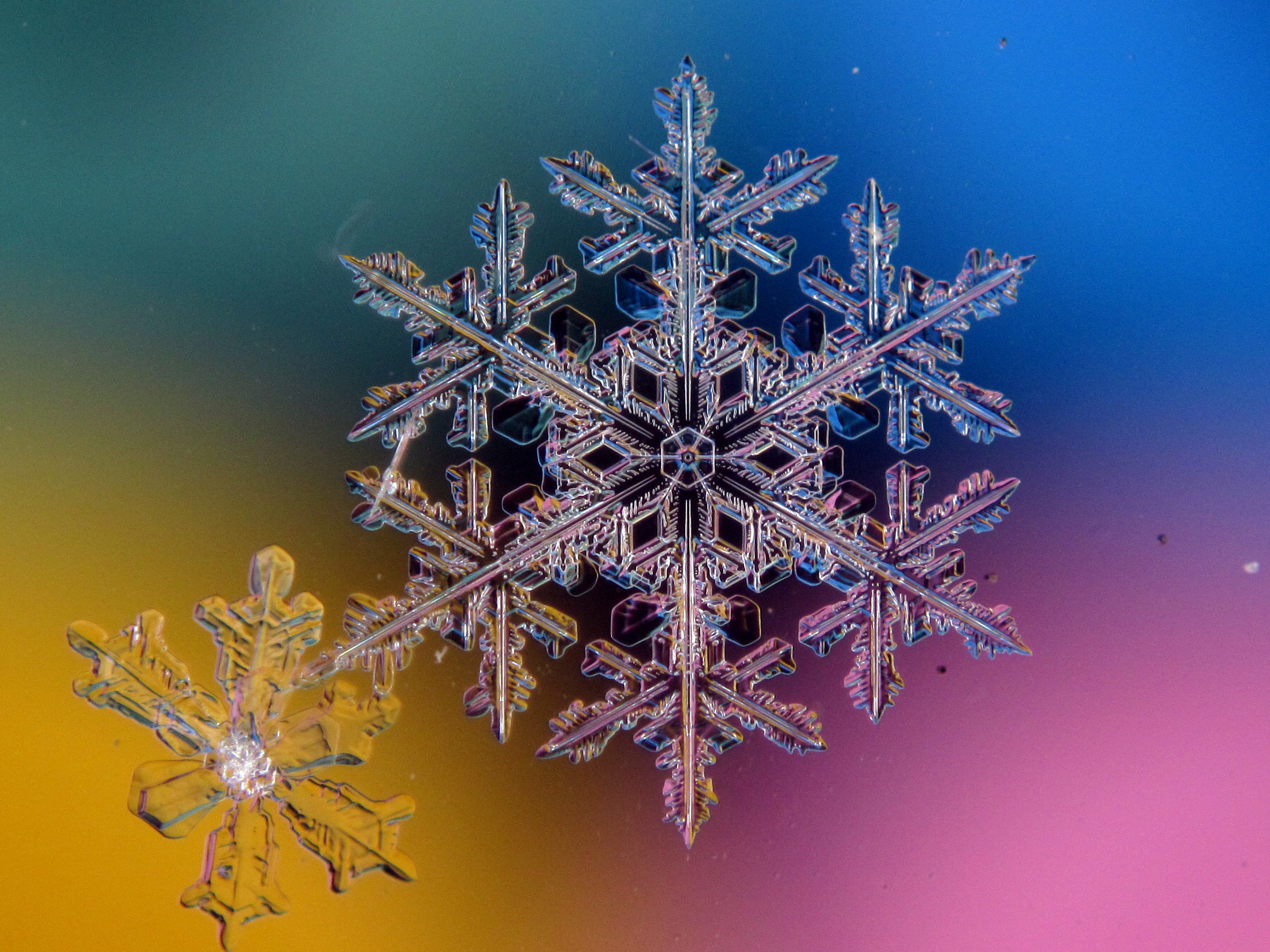
Primer plano de un cristal de hielo en formación.

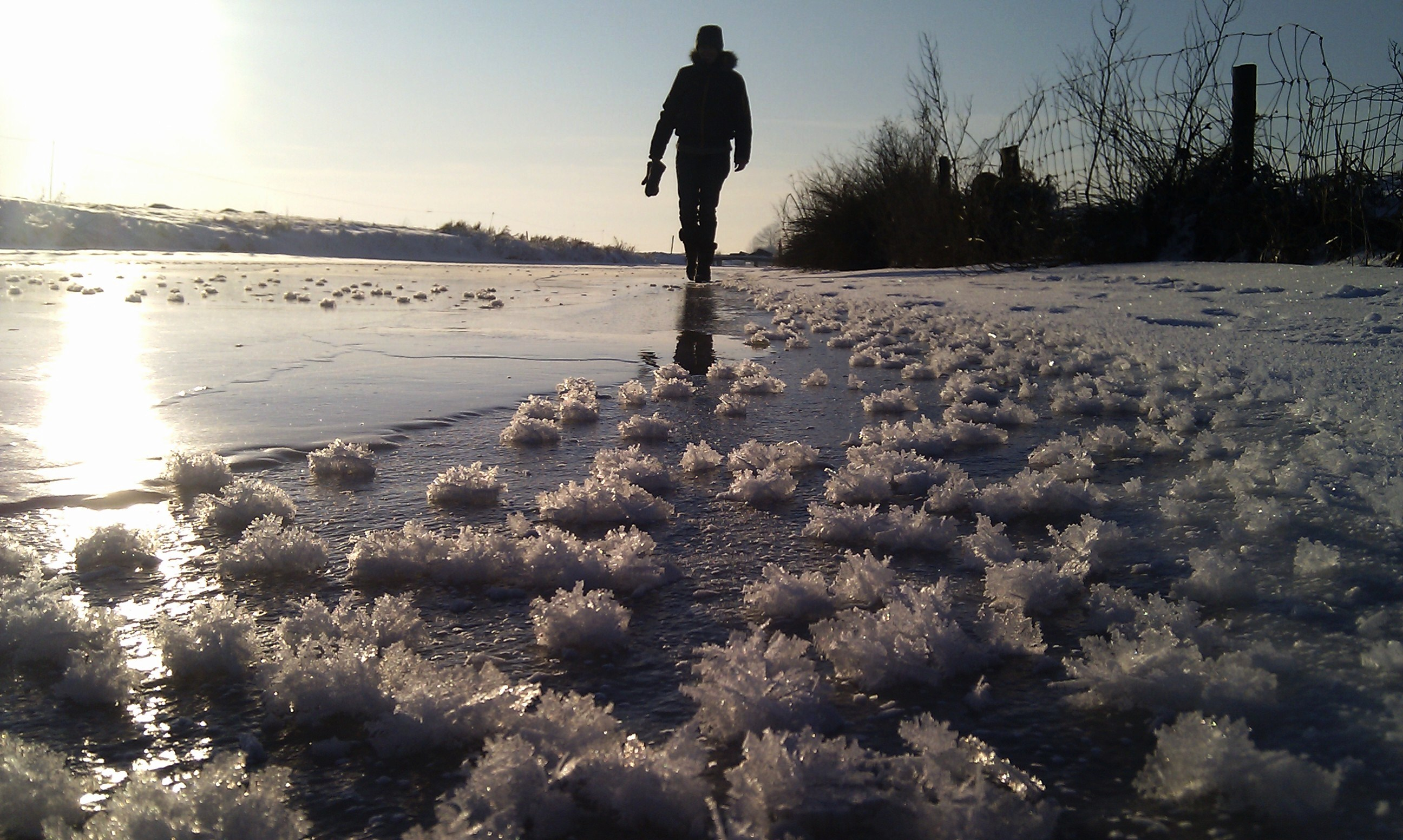
Cristales de hielo en un estanque congelado

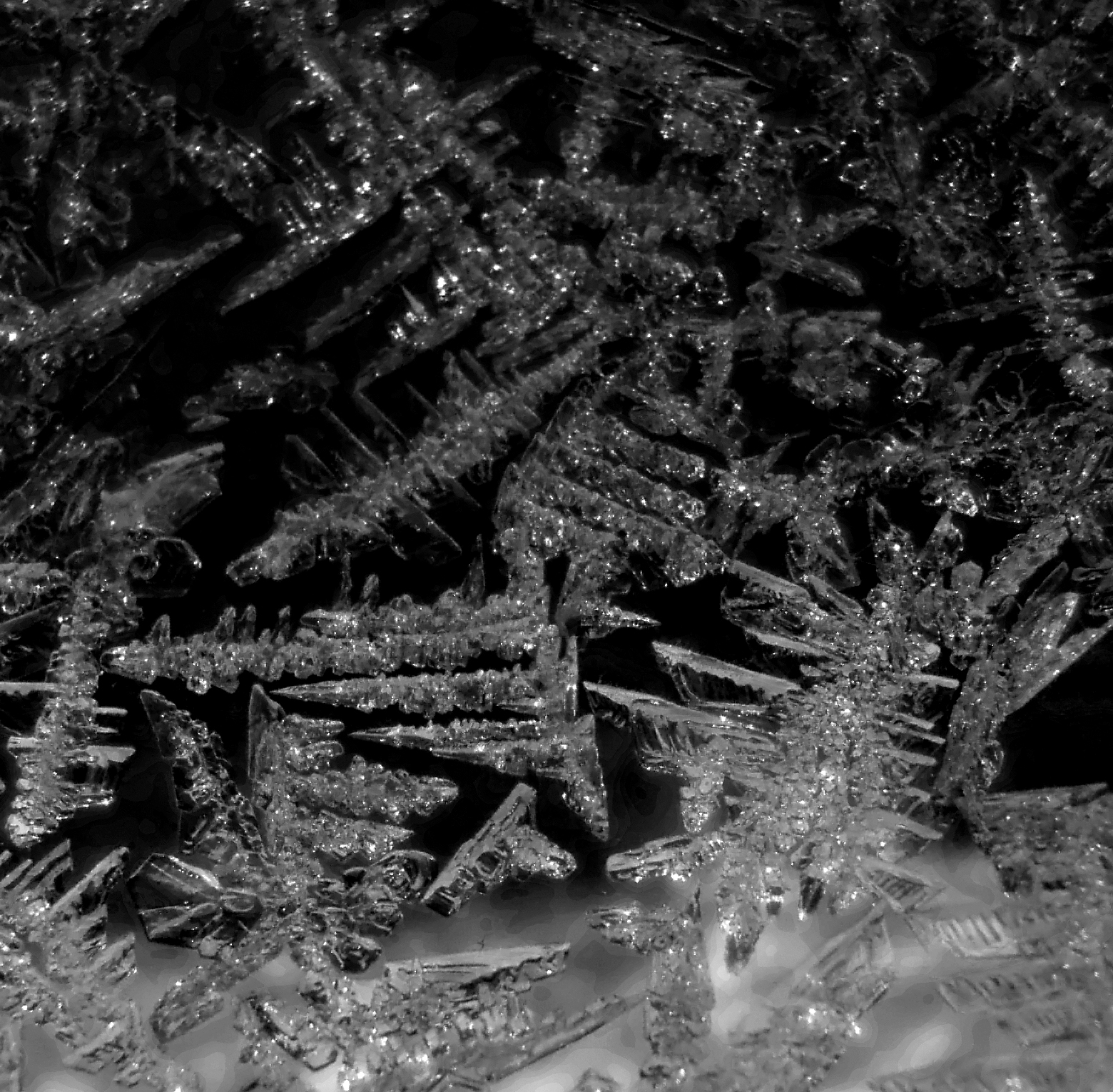
Cristales de hielo

Los cristales de hielo son hielo sólido que presenta ordenamiento atómico en varias escalas de longitud e incluyen columnas hexagonales, placas hexagonales, cristales dendríticos y polvo de diamante.

## Formación
Las formas enormemente simétricas se deben al crecimiento de la deposición, es decir, la deposición directa del agua se vaporiza sobre el cristal de hielo. Dependiendo de la temperatura ambiental y la humedad, los cristales de hielo pueden desarrollarse desde el prisma hexagonal inicial hasta numerosas formas simétricas. Las formas posibles para los cristales de hielo son columnas, agujas, placas y dendritas. Si el cristal migra a regiones con diferentes condiciones ambientales, el patrón de crecimiento puede cambiar, y el cristal final puede mostrar patrones mixtos. Los cristales de hielo tienden a caer con su eje mayor alineado a lo largo del horizontal, y por lo tanto son visibles en los radares meteorológicos polarimétricos con valores de reflectividad diferencial mejorados (positivos). La electrificación de los cristales de hielo puede inducir alineaciones diferentes de la horizontal. Los cristales de hielo electrificados también son bien detectables por los radares meteorológicos polarimétricos.
La temperatura y la humedad determinan muchas formas cristalinas diferentes. Los Cristales de hielo son responsables de varias demostraciones ópticas atmosféricas.
Las nubes de hielo están compuestas de cristales de hielo; las más notables son las nubes cirros y la niebla de hielo. El ligero blanqueamiento de un cielo azul claro causado por cristales de hielo en la troposfera puede ser una señal de que se acerca un frente (y lluvia), ya que el aire húmedo se lleva a niveles altos y se congela en cristales de hielo.

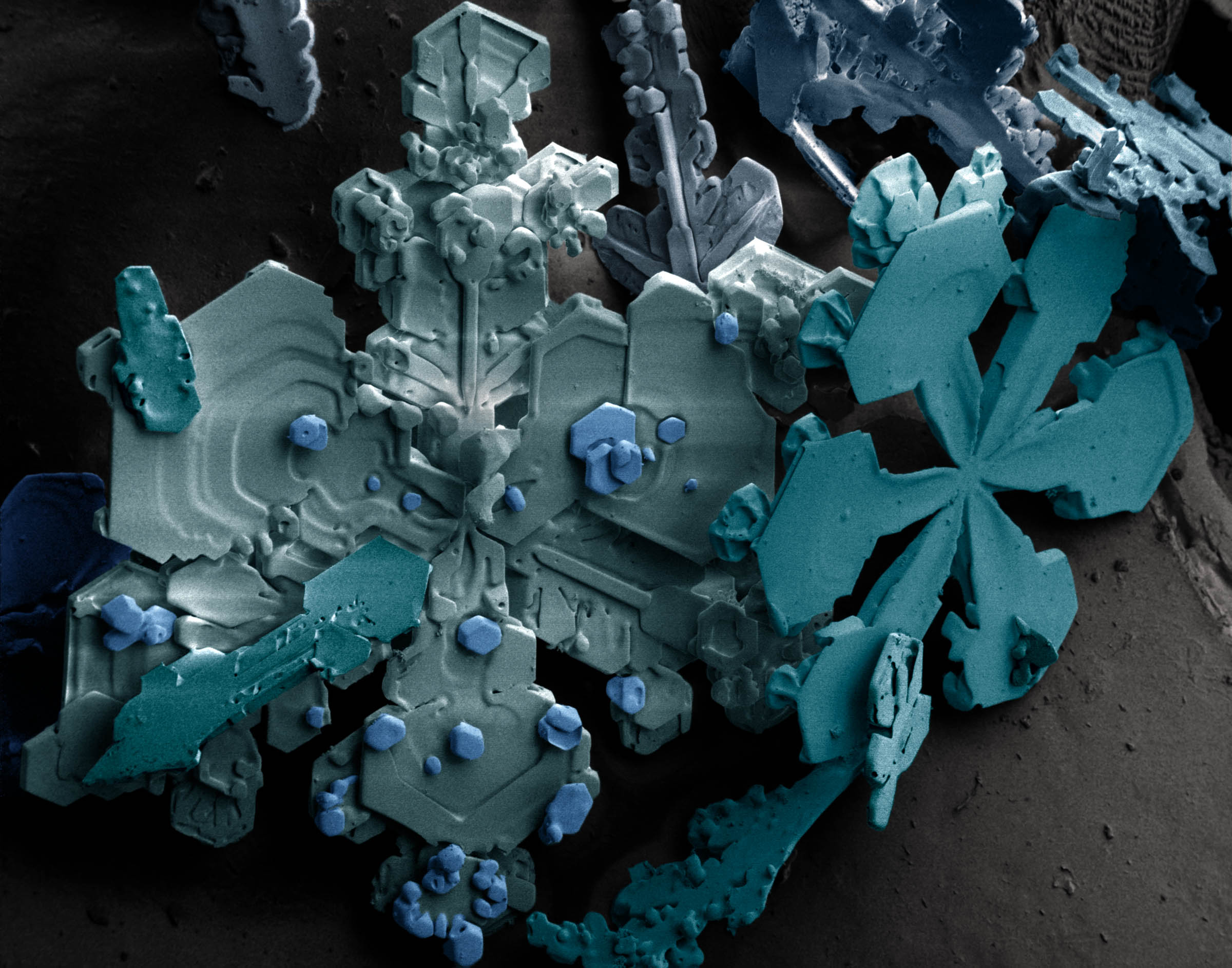
Cristales de hielo dendríticos fotografiados con un microscopio electrónico de barrido. Los colores son generados por computadora.

## Geometría
A temperatura y presión ambiente, las moléculas de agua tienen forma de V. Los dos átomos de hidrógeno se unen al átomo de oxígeno en un ángulo de 105°.
Los cristales de hielo común son simétricos y tienen un patrón hexagonal.

### Cristales cuadrados
Los cristales cuadrados de hielo se forman a temperatura ambiente cuando se comprimen entre dos capas de grafeno. El material es una nueva fase cristalina de hielo, uniéndose a otras 17. La investigación derivó del descubrimiento anterior de que el vapor de agua y el agua líquida podrían pasar a través de láminas laminadas de óxido de grafeno, a diferencia de las moléculas más pequeñas como el helio. Se piensa que el efecto es impulsado por la fuerza de van der Waals, que puede involucrar más de 10,000 atmósferas de presión.